# Luís Marinho
Fernando Luís de Almeida Torres Marinho (ur. 5 czerwca 1949 w Porto) – portugalski polityk i prawnik, wykładowca akademicki, parlamentarzysta krajowy, poseł do Parlamentu Europejskiego II, III, IV i V kadencji (od 1987 do 2004).

## Życiorys
W 1974 ukończył studia prawnicze na Uniwersytecie w Coimbrze. Kształcił się również w zakresie prawa europejskiego na Uniwersytecie Katolickim w Lizbonie. Został pracownikiem naukowym na pierwszej z tych uczelni, zaczął też wykładać w innych szkołach wyższych ekonomię polityczną i prawo zdrowotne. W 1981 rozpoczął praktykę w zawodzie prawnika.
Zaangażował się w działalność Partii Socjalistycznej, w 1978 wszedł w skład komitetu krajowego. Od 1986 do 1988 stał na czele partyjnych struktur na poziomie regionu. W latach 1976–1983 sprawował mandat posła do Zgromadzenia Republiki.
W 1987 uzyskał mandat posła do Parlamentu Europejskiego. W wyborach w 1989, 1994 i 1999 skutecznie ubiegał się o reelekcję. Należał do grupy socjalistycznej (od 1990 do 1995 jako jej wiceprzewodniczący), pracował m.in. w Komisji ds. Swobód Obywatelskich i Spraw Wewnętrznych (od 1995 do 1997 jako jej przewodniczący). W latach 1997–2002 był wiceprzewodniczącym Europarlamentu, w którym zasiadał do 2004.
W 2009 wybrany do rady miejskiej w Coimbrze.